# Anna Łukasik (urzędnik)
Anna Danuta Łukasik (ur. 11 grudnia 1973 w Chorzowie) – polska menedżerka ochrony zdrowia, urzędniczka samorządowa i państwowa, w 2015 podsekretarz stanu w Ministerstwie Zdrowia.

## Życiorys
Absolwentka Uniwersytetu Warszawskiego. W 2003 ukończyła studium zarządzania projektem europejskim w Międzynarodowej Szkole Bankowości i Finansów w Katowicach, a w 2014 – studia podyplomowe w Szkole Głównej Handlowej z zakresu zarządzania podmiotami leczniczymi przekształcanymi w spółki prawa handlowego. Uczęszczała również na kursy z zakresu administracji i restrukturyzacji zakładów opieki zdrowotnej.
Od 1993 do 1998 zatrudniona w chorzowskim urzędzie miejskim, następnie od 1999 do 2003 była kierownikiem i naczelnikiem Wydziału Organizacyjno-Prawnego Śląskiej Regionalnej Kasy Chorych. Następnie w latach 2004–2006 kierowała Wydziałem Koordynacji w Departamencie Świadczeń Zdrowotnych Narodowego Funduszu Zdrowia i w latach 2007–2008 pełniła funkcje pełnomocnika dyrektora i dyrektora administracyjnego w Szpitalu Praskim pw. Przemienienia Pańskiego SPZOZ w Warszawie. W latach 2008–2012 pracowała w Szpitalu Grochowskim im. dr R. Masztaka SPZOZ w Warszawie, będąc wicedyrektorem ds. kontraktowania i rozliczeń z NFZ, pełniącą obowiązki dyrektora i następnie wicedyrektora ds. finansowo-księgowych. W 2012 została dyrektorem Szpitala Klinicznego im. prof. Witolda Orłowskiego CMKP w Warszawie. Równocześnie w 2014 pełniła obowiązki zastępcy dyrektora ds. ekonomiczno-finansowych w Instytucie „Pomnik – Centrum Zdrowia Dziecka”.
16 lutego 2015 powołana na stanowisko podsekretarza stanu w Ministerstwie Zdrowia, odpowiedzialnego za departamenty: budżetu, finansów i inwestycji, polityki zdrowotnej, medyczne szkolnictwo wyższego i nauki oraz nadzoru, kontroli, skarg i audytu. Złożyła dymisję 15 czerwca tego samego roku. Ponownie powołana na stanowisko 3 sierpnia 2015 (z tymi samymi kompetencjami oprócz nadzoru, kontroli, skarg i audytu). Zakończyła pełnienie funkcji 16 listopada tego samego roku.